# Anghinarea oilor

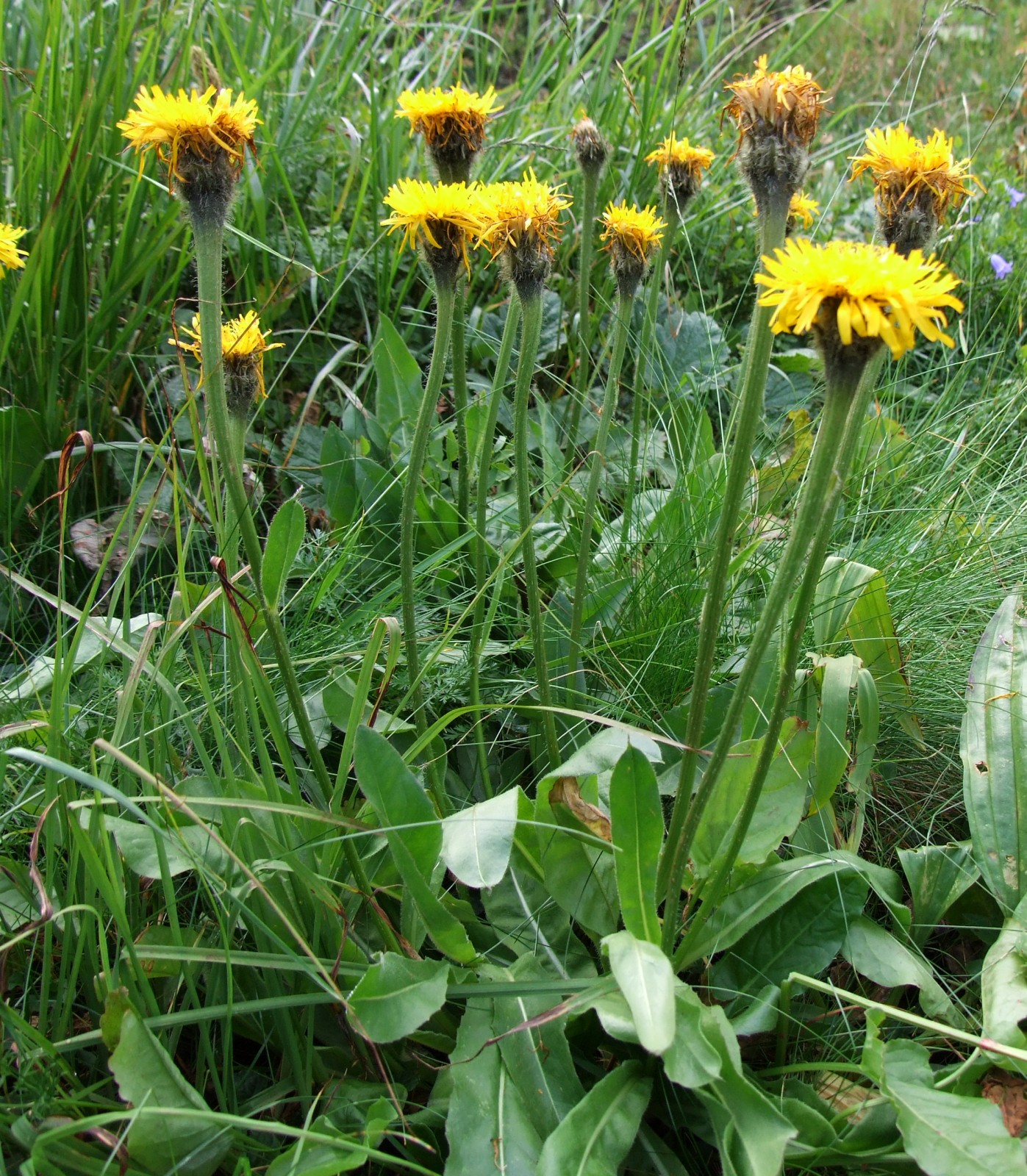
Hypochaeris uniflora

Anghinarea oilor (Hypochaeris uniflora) este o plantă erbacee perenă din familia Asteraceae sau Compositae. Tulpina are 200–400 mm, este dreaptă, cu un singur capilar mare la vârf, cu flori galbene, toate cu ligule. Înflorește în lunile iulie-august.
Frunzele sunt îngrămădite la baza tulpinii în rozete, îndreptate în sus, alungite, de obicei cu dinți.
Se găsește în munții Carpați prin locuri ierboase.